# Wydawnictwo Kle
Wydawnictwo Kle – polskie wydawnictwo książkowe z siedzibą w Warszawie,  prowadzone przez Ewę Walasek i Piotra Kopszaka. Wydaje głównie książki poświęcone muzyce poważnej i historii sztuki.

## Publikacje

### Sztuka i literatura
Katalog rycin Heinricha Aldegrevera był jedną z pierwszych publikacji polskich kolekcji sztuki w formie multimedialnej. Kontynuacją tej działalności jest tworzenie humanistycznych baz danych opartych na modelu Topic Maps i udział wydawnictwa w projektach badawczych „Poezje na marginesie cywilizacji. Degradacja i odrodzenie twórczości poetyckiej w latach 1864–1894 (podstawa bibliograficzno-materiałowa)”, „Adam Mickiewicz – bibliografia podmiotowa”, „Obraz modyfikowany: recepcja grafiki w Królestwie Polskim od schyłku XV po początek XVII wieku”  i „Polscy artyści w Wiedniu: edukacja i udział w wystawach w latach 1726–1938. (Akademie der bildenden Künste, Kunstgewerbeschule, Künstlerhaus, Wiener Secession, Hagenbund, Galerie Miethke i Galerie Pisko)”.

### Muzyka
Najważniejszą i najobszerniejszą dotychczasową publikacją wydawnictwa są „Lekcje muzyki” Piotra Orawskiego w 6 tomach. Oparte są na cyklu audycji poświęconych historii muzyki, autorstwa wybitnego znawcy muzyki dawnej, nadawanym w II Programie Polskiego Radia.
Lekcje muzyki cieszyły się wielkim uznaniem słuchaczy, a ich rozbudzona programem wiedza stała się filarem innego popularnego programu II PR – „Turnieju Dwójki”.

### Estetyka sztuki
Kilka pozycji w katalogu wydawnictwa reprezentuje nurt estetyki sztuki, muzyki i literatury, zwłaszcza okresu XVI i XVII w. Autorem dwóch z nich jest francuski pisarz i muzykolog  Philippe Beaussant. Powiązania obrazów Caravaggia z muzyką Monteverdiego oraz poezją Tassa są przedmiotem rozważań książki „Przejścia. Z Renesansu do Baroku” a intymne związki sztuki kucharskiej z muzyką, z cytowanymi przepisami żony słynnego klawesynisty Francois Couperina śledzić można w książce „Barokowa melokuchnia nie tuczy”.

### Powieść kryminalna
Gatunek powieści kryminalnej reprezentuje książka Anny Manickiej, pisarki pracującej jako historyk sztuki w Muzeum Narodowym. Łączy ona wiedzę o obrazach z lekko podanym wątkiem kryminalnym. Autorem ilustracji jest Daniel de Latour.

## Autorzy
Autorzy polscy
- Piotr Orawski
- Anna Manicka

Autorzy zagraniczni
- Philippe Beaussant
- Giles Waterfield

## Publikacje
- Waldemar Deluga, Piotr Kopszak, Heinrich Aldegrever: Prints from collection of Muzeum Narodowe w Warszawie, 1999. CD-ROM ISBN 83-7100-132-0
- Philippe Beaussant, Barokowa melokuchnia nie tuczy[6]
- Piotr Orawski, Lekcje muzyki

1. Średniowiecze i Renesans[7]
2. Rozkwit Baroku[8]
3. Barok · Sacrum i Profanum[9]
4. Klasycyzm · Prolog i rozwój[10]
5. Dojrzały klasycyzm · Muzyka sakralna · Opera klasyczna + CD[11]
6. Romantyczny przewrót · Weber · Schubert · Mendelssohn[12]

- Anna Manicka, Czuła trucizna[13]
- Giles Waterfield, Długie popołudnie[14]
- Philippe Beaussant, Przejścia. Z Renesansu do Baroku[15]